# Hugues Vincent
Pour les articles homonymes, voir Vincent.
 (mai 2024).
La mise en forme du texte ne suit pas les recommandations de Wikipédia : il faut le « wikifier ».
Les points d'amélioration suivants sont les cas les plus fréquents :
- Les titres sont pré-formatés par le logiciel. Ils ne sont ni en capitales, ni en gras.
- Le texte ne doit pas être écrit en capitales (les noms de famille non plus), ni en gras, ni en italique, ni en « petit »…
- Le gras n'est utilisé que pour surligner le titre de l'article dans l'introduction, une seule fois.
- L'italique est rarement utilisé : mots en langue étrangère, titres d'œuvres, noms de bateaux, etc.
- Les citations ne sont pas en italique mais en corps de texte normal. Elles sont entourées par des guillemets français : « et ».
- Les listes à puces sont à éviter, des paragraphes rédigés étant largement préférés. Les tableaux sont à réserver à la présentation de données structurées (résultats, etc.).
- Les appels de note de bas de page (petits chiffres en exposant, introduits par l'outil «  Source ») sont à placer entre la fin de phrase et le point final[comme ça].
- Les liens internes (vers d'autres articles de Wikipédia) sont à choisir avec parcimonie. Créez des liens vers des articles approfondissant le sujet. Les termes génériques sans rapport avec le sujet sont à éviter, ainsi que les répétitions de liens vers un même terme.
- Les liens externes sont à placer uniquement dans une section « Liens externes », à la fin de l'article. Ces liens sont à choisir avec parcimonie suivant les règles définies. Si un lien sert de source à l'article, son insertion dans le texte est à faire par les notes de bas de page.
- La présentation des références doit suivre les conventions bibliographiques. Il est recommandé d'utiliser les modèles {{Ouvrage}}, {{Chapitre}}, {{Article}}, {{Lien web}} et/ou {{Bibliographie}}. Le mode d'édition visuel peut mettre en forme automatiquement les références.
- Insérer une infobox (cadre d'informations à droite) n'est pas obligatoire pour parachever la mise en page.

Pour une aide détaillée, merci de consulter Aide:Wikification.
Si vous pensez que ces points ont été résolus, vous pouvez retirer ce bandeau et améliorer la mise en forme d'un autre article.
Hugues Vincent, surnommé « Rahan », né le 29 avril 1974 à Paris et mort le 9 janvier 2024 à Montreuil est un violoncelliste, compositeur et improvisateur français.

## Biographie
Il fait sa scolarité à l'école Perceval de Chatou, école utilisant la pédagogie Steiner-Walforf où il rencontrera notamment l'altiste Frantz Loriot. Il débute des études classiques de violoncelle avec Denise Cherret et apprend également le jazz à l’EDIM et au conservatoire de Montreuil. Il obtient une licence de musicologie et un CAPES de musique à l’université de Paris 8 et se forme à l’improvisation au cours de stages et master class avec notamment Sophia Domancich, Didier Levallet, Régis Huby, Vincent Courtois, Ernst Reijseger, Barre Phillips, ou Joëlle Léandre.
Ses influences sont très diverses, elles vont de Bach en passant par Bartok ou encore par le violoncelliste Tom Cora qui enregistra avec le groupe de post-punk expérimental néerlandais The Ex l'album Scrabbling at the Lock en 1991.
Après avoir joué de la guitare dans le groupe de punk Les Putois, il fonde le groupe de ska à cordes Le Pélican Frisé à Nanterre en 1992 avec Piéro à la guitare puis au chant, Maryline à la batterie, Christo au chant et Julien à la basse. Deux ans plus tard ils font leur premier concert. Entre 1999 et 2013 le groupe sortira 5 albums, plusieurs EP, participera à plusieurs compilations et verra se succéder de nombreux musiciens dont le frère de Hugues, Marc (Polo), Frantz dit Krank, Sylvain à la batterie, Terence aux claviers et à la clarinette.
Hugues Vincent explore différents styles musicaux et il est impliqué dans différents projets tels que Bobun (avec Frantz Loriot), Dareda, Ganjin (avec Frantz Loriot et la batteuse Yuko Oshima), Mam'Sika, Mop Meuchine, The Octopus, Tilbol avec le guitariste Pascal Maupeu et le batteur Colin Neveux, le Trio Yasaï, ou encore le groupe Wooonta avec des musiciens taïwanais qui sera son dernier projet
Pour Hugues Vincent, la musique n'a pas de frontières. Il joue avec des musiciens russes comme Vladimir Kudryavtsev ou Alexei Borisov. Mais aussi à Taïwan avec les musiciens du groupe Wooonta ou avec le musicien algérien Yacine Kheddaoui. Il passe la dernière partie de sa vie entre la France et le Japon où il collabore avec de nombreux musiciens japonais tels que Ryoji Hojito, Maki Hachiya, Yuta Yokoyama, Shota Koyama, Takumi Seino, Morishige Yasumune, ou encore sa compagne la saxophoniste et clarinettiste Kumi Iwase. Le duo est notamment l'invité de l'émission Tapage Nocturne sur France Musique.
Hugues Vincent n'est pas seulement musicien, il est aussi professeur et pédagogue. Il donne des cours de musique et de solfège tout au long de sa vie et transmet sa passion de la musique, mais aussi sa manière de vivre la musique. Il enseigne notamment à l'IMEP - Paris College of Music à partir de 2016.
Il meurt le 9 janvier 2024 à Montreuil à l'âge de 49 ans emporté par une tumeur cérébrale. De nombreux hommages lui sont rendus à travers le monde, notamment quelques jours après sa mort à la radio France Musique dans l'émission À l'improviste du 21 janvier 2024 , mais aussi par Joëlle Léandre qui fut son professeur lors de son concert du 28 janvier, ou encore à La guillotine à Montreuil le 22 mars 2024lors d'un concert hommage.
Il laisse sort plus de 24 albums musicaux dont une partie est listée ci-dessous.

## Discographie
- 2010 Mop Meuchiine - Mop Meuchiine Plays Robert Wyatt[9]

- 2010 Onkyo No Hako - Music For Solo Cello, Odiolorgnette/Soliloq Edition

- 2011 Mam'Sika - Bascule, self-released [10]

- 2012 Bobun, Suite Pour Machines À Mèche avec Frantz Loriot, Creative Sources[11]

- 2013 L'oiseau de Meobius, Airplane Label, Fukuchu Records

- 2014 Ganjin - Healing[12]

- 2013 Early Electro Acoustic Works, Odiolorgnette/Soliloq Edition

- 2014 Fragment, avec Morishige Yasumune, Improvising Beings

- 2014 Free Trees, avec Vladimir Kudryavtsev et Maria Logofet, Leo Records

- 2014 One Room, топот

- 2015 Tagtraum, avec John Cuny, Improvising Beings[13]

- 2015 Cello Pieces, Zpoluras Archives

- 2015 Last Tree, avec Takumi Seino, Voice Of Silence Records

- 2016 Four Pillars of Destiny, avec Maki Hachiya, Yuta Yokoyama et Shota Koyama, Improvising Beings

- 2017 Strange Days, avec Ryoji Hojito, Improvising Beings

- 2023 Wooonta, Not On Label (Wooonta Self-released)

Avec le Pélican Frisé
- 1999 - Y'en a d'dans
- 2001 - En chair et en os
- 2005 - Ska, Bières et Rock'n'roll[15]
- 2009 - Asozial
- 2013 - "LIVE 1992-2012" (Vinyle 33 t)

Avec Tilbol
- 2005 Tilbol

- 2008 La femme de qui ?

- 2016 Tilbol#3 (EP)